# Пцим (гміна)
Гміна Пцим (пол. Gmina Pcim) — сільська гміна у південній Польщі. Належить до Мисленицького повіту Малопольського воєводства.
Станом на 31 грудня 2011 у гміні проживало 10808 осіб.

## Площа
Згідно з даними за 2007 рік площа гміни становила 88.59 км², у тому числі:
- орні землі: 41.00%
- ліси: 49.00%

Таким чином, площа гміни становить 13.16% площі повіту.

## Населення
Станом на 31 грудня 2011:
| Опис     | Загалом | Загалом | Чоловіки | Чоловіки | Жінки | Жінки |
| -------- | ------- | ------- | -------- | -------- | ----- | ----- |
| одиниця  | осіб    | %       | осіб     | %        | осіб  | %     |
| все      | 10808   | 100     | 5412     | 50.07    | 5396  | 49.93 |
| міське   | 0       | 100     | 0        |          | 0     |       |
| сільське | 10808   | 100     | 5412     | 50.07    | 5396  | 49.93 |

## Сусідні гміни
Гміна Пцим межує з такими гмінами: Будзув, Вісньова, Любень, Мисьленіце, Мшана-Дольна, Сулковіце, Токарня.